# Stefano Proetto
Stefano Proetto (Gräfelfing, 8 maart 1985) is een Italiaans-Duits autocoureur.

## Carrière
Proetto begon zijn autosportcarrière in het karting op elfjarige leeftijd en bleef hier tot 2001 actief. Dat jaar maakte hij tevens de overstap naar het formuleracing, waarbij hij debuteerde in de Formule BMW Junior. Met twee overwinningen sloot hij dit kampioenschap af op de vijfde plaats in de eindstand.
In 2002 maakte Proetto de overstap naar de Formule 3, waarin hij uitkwam in het Duitse Formule 3-kampioenschap. Hij begon het seizoen bij het Team Kolles Racing, maar voor de laatste twee raceweekenden kwam hij uit voor het Swiss Racing Team. Hij behaalde zijn beste resultaat met een twaalfde plaats in het laatste raceweekend op de Hockenheimring en eindigde puntloos op de dertigste plaats in het kampioenschap. Daarnaast reed hij ook in één raceweekend van het Zuid-Amerikaanse Formule 3-kampioenschap voor het team Prop Car.
In 2003 stapte Proetto over naar de nieuwe Formule 3 Euroseries en kwam oorspronkelijk uit voor het team LD Autosport voordat hij tijdens de laatste twee raceweekenden opnieuw instapte bij het Swiss Racing Team. Zijn beste resultaat was een elfde plaats op het Circuit de Pau-Ville en hij werd zo opnieuw puntloos dertigste in het klassement.
In 2004 kwam Proetto uit in de Formule Renault V6 Eurocup voor het team EuroInternational. Hij behaalde twee podiumplaatsen op het Circuit Magny-Cours en het Automotodrom Brno en werd zo twaalfde in het eindklassement met 78 punten. Samen met zijn teamgenoot Giorgio Mondini, die kampioen werd, wist hij voor EuroInternational tevens het kampioenschap voor de teams in de wacht te slepen.
In 2005 bleef Proetto actief in de Formule Renault, alhoewel dit kampioenschap werd samengevoegd met de World Series by Nissan onder de nieuwe naam Formule Renault 3.5 Series. Voor het team Interwetten.com schreef hij zich echter alleen in voor de seizoensopener op het Circuit Zolder, waarin hij aan geen van de races deelnam. Hierna werd hij vervangen door Sven Barth.
In 2010 keerde Proetto terug in de autosport in de Duitse Volkswagen Scirocco R Cup. In de Pro Cup-klasse won hij één race op de Norisring en werd zo tweede in het kampioenschap met 229 punten. In het hoofdkampioenschap won hij ook één race op de Norisring en werd hier vijfde met 229 punten. In 2011 bleef hij actief in het hoofdkampioenschap van deze klasse en behaalde opnieuw één zege op de Red Bull Ring, waardoor hij op de vierde plaats in het klassement eindigde met 326 punten. Hierna heeft hij niet meer deelgenomen aan grote internationale kampioenschappen.